# Bow porcelain factory
Bow porcelain factory var en brittisk fabrik för tillverkning av frittporslin, verksam omkring 1747-1764, anlagd utanför Bow, London.
Fabriken anlades av Edward Heylyn och Thomas Fry och fick snart en omfattande produktion. Fry var chef för fabriken fram till 1759, hans kompanjon Weatherby fram till sin död 1762. En tredje och sista delägare i fabriken, Crowther, sålde 1763 fabriken i ett trängt ekonomiskt läge till William Duesbury, som 1775 flyttade den till Derby.